# Myrionemataceae
Famille
Les Myrionemataceae sont une famille d’algues brunes de l’ordre des Ectocarpales. 

## Étymologie
Le nom vient du genre type Myrionema, composé du préfixe "myrio-", « très nombreux », et du suffixe "-nema", fil.

## Liste des genres
Selon AlgaeBase (23 août 2017) :
- Asterotrichia Zanardini
- Stegastrum Reinsch

Selon ITIS (23 août 2017) :
- Chilionema
- Compsonema
- Hecatonema
- Leptonematella
- Microspongium
- Myrionema Grev.
- Protectocarpus
- Ulonema

Selon World Register of Marine Species (23 août 2017) :
- Asterotrichia Zanardini, 1843
- Australofilum A.F.Peters, 2003
- Stegastrum Reinsch, 1890